# Entella transvaalica
Entella transvaalica är en bönsyrseart som beskrevs av Max Beier 1955. Entella transvaalica ingår i släktet Entella och familjen Mantidae. Inga underarter finns listade i Catalogue of Life.